# 大和村 (千葉県)
大和村（やまとむら）は、千葉県山武郡にかつて存在した村である。
現在の千葉県東金市の南部、大網白里市の北西部に位置している。

## 沿革
- 1889年（明治22年）4月1日 - 町村制施行により、小西村、養安寺村、田中村、山口村、福俵村が合併して山辺郡大和村が発足。
- 1897年（明治30年）4月1日 - 山辺郡、武射郡が統合し山武郡が発足。山武郡大和村になる。
- 1953年（昭和28年）4月1日 - 分割編入により廃止。田中、福俵、山口の一部が東金町へ編入。小西、養安寺、山口の残部が大網町へ編入。

## 交通

### 鉄道
- 国鉄（JR東日本）
  - 東金線 - 福俵駅